# Dawyd Biczinaszwili
Dawyd Biczinaszwili (ukr. Давид Бічінашвілі; ur. 3 lutego 1975) – gruziński, od 1995 ukraiński i od 2003 niemiecki zapaśnik w stylu wolnym. Trzykrotny olimpijczyk. Dwunasty w Sydney 2000, jedenasty w Atenach 2004 i piąty w Pekinie 2008. Walczył w kategorii 84–85 kg.
Siódmy w mistrzostwach świata w 2007. Zdobył cztery medale na mistrzostwach Europy, srebro w 1998 i 2001. Piąty w Pucharze Świata w 2003. Wicemistrz Europy juniorów w 1993. Wojskowy mistrz świata w 2005 roku.